# Жозефина Лотарингская
Жозефина Лотарингская (Мария Жозефина Тереза, 26 августа 1753 — 8 февраля 1797) — французская принцесса из Лотарингского дома; в браке — принцесса Кариньяно.

## Биография

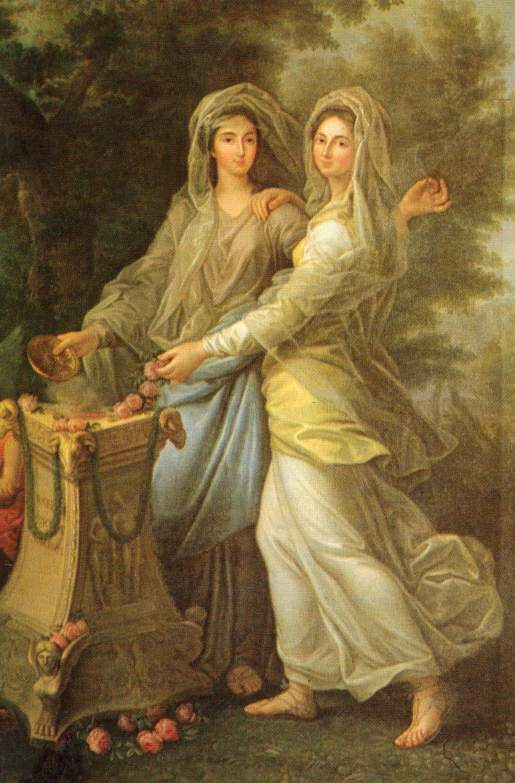
Жозефина вместе с сестрой Шарлоттой, 1770 год.

Мария Жозефина Тереза Лотарингская была вторым ребёнком в семье принца Луи Лотарингского и его супруги Луизы де Роган. Её отец был представителем герцогского дома де Гиз, младшей ветви Лотарингского дома. Он был правнуком Анри де Лоррен-Гаркура, французского маршала и одного из самых искусных полководцев XVII века. С рождения Жозефина имела титул Её Высочество принцесса Жозефина Лотарингская. Мать принцессы происходила из одной из самых могущественных семей Франции Роган.
18 октября 1768 года принцесса сочеталась браком с принцем Виктором Амадеем Савойским, наследным принцем Кариньяно. Он был сыном Людвига Виктора Савойского-Кариньяно и Кристины Гессен-Ротенбург. Пара имела единственного ребёнка принца Карла Эммануила, который родился 24 октября 1770 года в Турине.
Жозефина скончалась в возрасте 43 лет в Турине 8 февраля 1797 года, там же и похоронена. Её внук принц Карл Альберт стал королём Сардинии. Таким образом, Жозефина и её супруг являются прародителями всех итальянских королей.

## Титулы
- 26 августа, 1753 — 18 октября, 1768 Её Высочество Принцесса Жозефина Лотарингская
- 18 октября, 1768 — 16 декабря, 1778 Её Высочество Принцесса Савойская
- 16 декабря, 1778 — 8 февраля, 1797 Её Высочество Принцесса Кариньяно